# William Woodville
William Woodville (* 1752 - 1805) fue un médico, y botánico inglés. Estuvo un tiempo como aprendiz de boticario, para luego estudiar medicina en la Universidad de Edimburgo, obteniendo su doctorado (M.D.) en 1775, y realiza algunos viajes al continente, antes de hacer práctica privada en Escocia. En 1782, se muda a Londres, donde será médico en el "Dispensario Middlesex" hasta 1791 cuando gana el puesto de médico en el Hospital de Viruela e Inoculación en St. Pancras. Ese mismo año, es hecho Miembro de la Sociedad linneana de Londres, un honor directamente relacionado con su obra botánica, que incluía el establecimiento de un Jardín en King’s Cross, cerca del hospital.

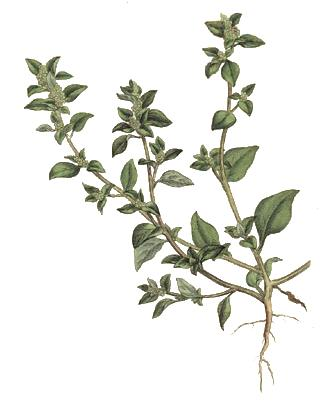
Chenopodium vulvaria; en: Medical botany de William Woodville. 1793, 1ª ed. vol. 3 (plancha 145).

## Algunas publicaciones

### Libros
- "Medical Botany, containing Systematic and General Descriptions, with plates, of all the Medicinal Plants, indigenous and exotic, comprehended in the Catalogues of the Materia Medica. Ed. Royal Colleges of Physicians of London and Edinburgh[1]
- 1793. ----; WJ Hooker. Medical Botany. 5 vols.
- 1796. The History of the Inoculation of the Small Pox, in Great Britain

- La abreviatura «Woodv.» se emplea para indicar a William Woodville como autoridad en la descripción y clasificación científica de los vegetales.[2]